# Fontainebleau
Fontainebleau este un oraș în Franța, sub-prefectură a departamentului Seine-et-Marne, în regiunea Île-de-France. Orașul este renumit pentru castelul situat în vecinătatea sa Castelul Fontainebleau, una dintre reședințele preferate ale lui Napoleon Bonaparte.

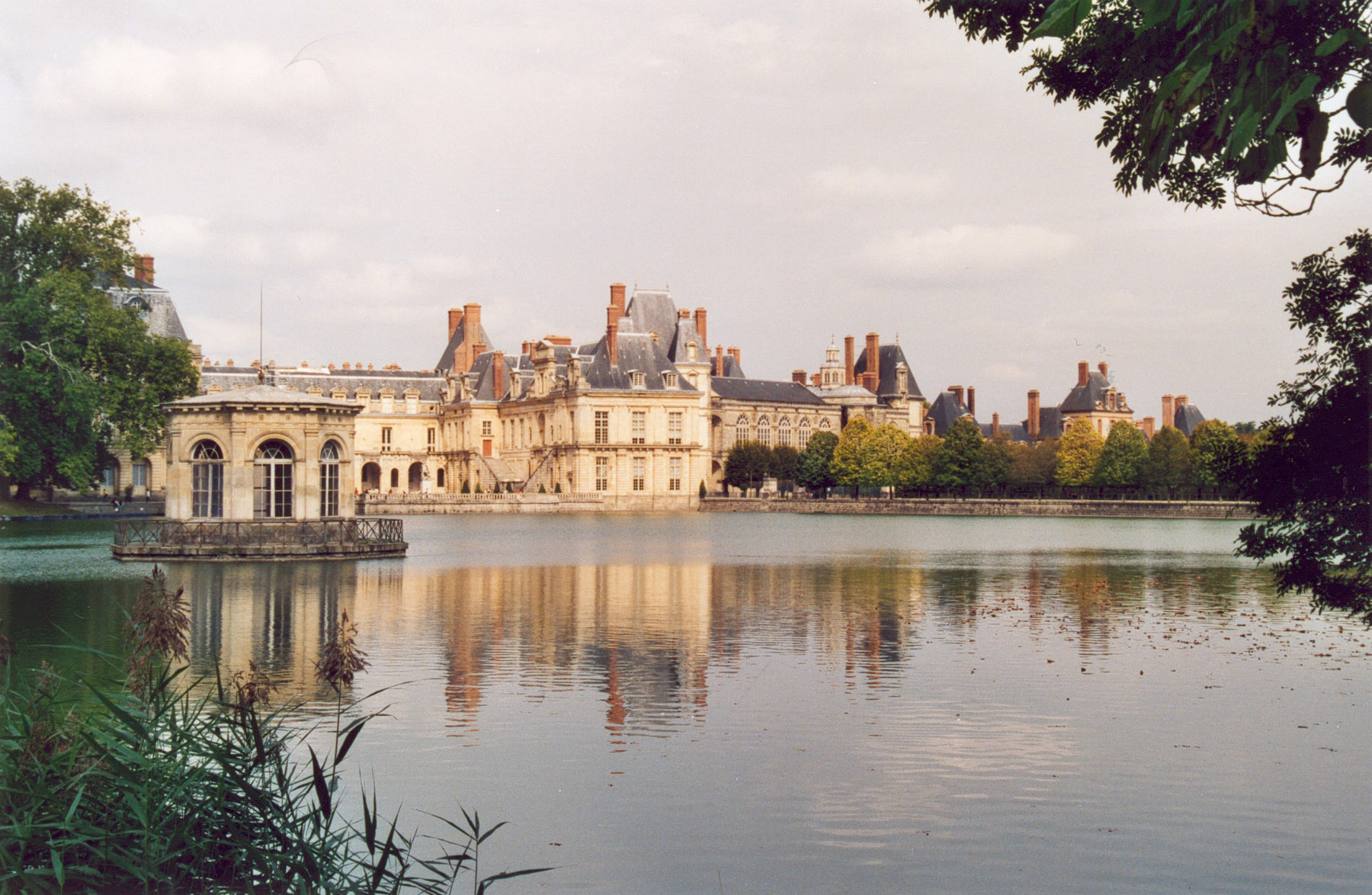
Castelul Fontainebleau

## Educație
- École nationale supérieure des mines de Paris
- INSEAD

## Patrimoniu mondial UNESCO
Castelul și parcul de la Fontainebleau au fost înscrise în anul 1981 pe lista patrimoniului cultural mondial UNESCO. 